# 石坪聖野
石坪 聖野（いしつぼ さとの、女性、1995年12月1日 - ）は、日本のビーチバレー選手。at home 所属

## 来歴
2013年5月のアジアビーチツアーU-21大会では、鈴木千代とペアを組んで、日本人初の銀メダルを獲得した。持ち味は高い打点から繰り出すジャンプサーブ。銀メダルを獲得したアジアビーチツアーU-21大会では、フローターサーブに逃げがちな場面でも強気なジャンプサーブで攻めた。ジュニア監督の高橋有紀子（当時）は、「石坪は物怖じしない性格で、それが功を奏した」と語っている。
同月、高校の同級生である池内文香とペアを組み、JBVツアーに参戦した。高校生ペアの出場はツアー史上初めて。同月、全日本代表メンバーに選出された。8月のマドンナカップでは3位入賞を果たす。
2015年6月に開催されたJVAビーチバレーボールシリーズA南あわじ大会で鈴木千代とのペアで準優勝を果たした。

## 球歴
- 所属チーム履歴

福知山市立桃映中学校 → 福知山成美高校→産業能率大学→at home